# ジョン・ウォルター (出版業者)

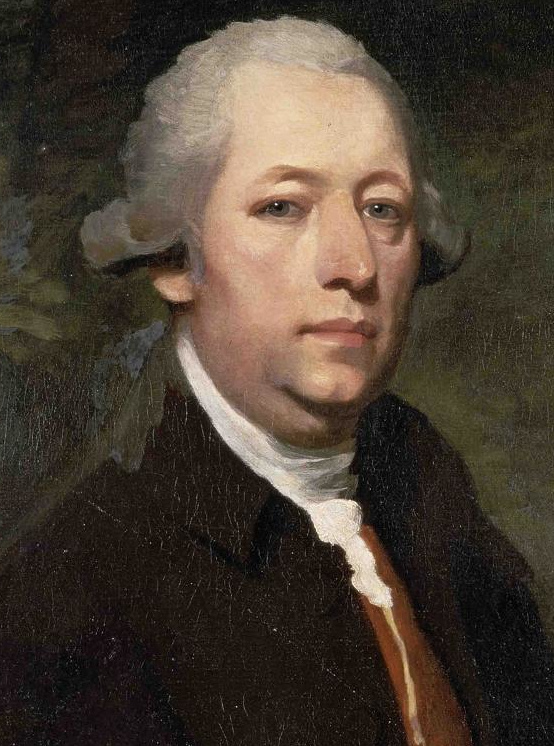
ジョン・ウォルター

ジョン・ウォルター（英語: John Walter、1738年/1739年 – 1812年11月16日）は、イギリスの石炭商、出版業者。ロンドン石炭取引所の設立に関わったほか、1785年に『タイムズ』紙の前身である『ザ・デイリー・ユニバーサル・レジスター』（The Daily Universal Register、1788年に『タイムズ』に改名）を創設したことで知られる。同名の息子ジョンと孫ジョンも『タイムズ』紙の編集に関わった。

## 生涯

### 石炭取引と保険業
石炭商リチャード・ウォルター（Richard Walter、1703年? – 1755年?）と妻エスター（Esther）の三男として、おそらく1739年にロンドンで生まれた。兄にロバート（1731年? – 1785年）とリチャード（1733年 – 1773年）がいるが、父の死後にその業務を引き継いだのは三男のジョンだった。
石炭商を12年間務めた後、ウィリアム・ブラッドリー・アンド・セージ社（Walter, Bradley, and Sage）の社長になった。ロンドン石炭取引所の設立にも関わり、その経営委員会の会長を数年間務めたが、1781年に辞任して石炭取引から手を引いた。同時期に保険業にも関わっており、会長辞任を機に保険業に専念し、同年にロイズに加入した。最初は石炭取引にかかわる船舶の保険を専門としたが、後により投機的な保険も手がけるようになり、その結果として大損害を出し、1782年初には破産を宣告するに至った。しかし、債権者たちはウォルターを信用しており、ウォルターの地所にかかった債務の回収にウォルター自身を任命した上、ブルームスベリーのクイーン・スクエアにあるウォルターの自宅の家具を謝礼としてウォルターに与えたほどだった（ただし、その蔵書だけは売却させて借金返済に充てらせた）。

### 書籍出版業
ウォルターは破産にあたって新しい仕事を探すことになり、まずは政府とのパイプを利用して官職を求めたが、同1782年にノース内閣が崩壊したため失敗に終わった。続いてヘンリー・ジョンソン（Henry Johnson）が1778年と1780年の2度にわたって出願・取得したタイポグラフィに関する特許を購入した。この特許は（未入力の）宝くじの印刷用に発明されたものであり、活版印刷に使われる活字をアルファベット1文字ごとではなく1単語ごとにすることで誤植を減らすという内容だった。そして、破産の原因となった債務の整理が終わると、1784年6月1日にジョンソンとともにブラックフライアーズで「ロゴグラフィック・プレス」（Logographic Press）という印刷所を開き、ジョンソンの特許を書籍印刷の転用した。ウォルターはジョンソンの特許が大きな利益をもたらすと信じており、1785年に科学技術産業振興協会の会員に選出されるとジョンソンからもたらされた技術を協会に紹介し、協会の会報第3巻の印刷を任せられた。同年に『ロイズ・リスト』（Lloyd's List、海運に関する新聞）を印刷するようになり、1787年に関税局（customs office）指定出版社になった。それ以外にもダニエル・デフォーの『ロビンソン・クルーソー』（2巻、八折り判）、ジャック・ネッケルの『財政報告書』の英語訳（3巻、八折り判）、フランシス・ベーコンの『ヘンリー七世王史』（八折り判）などを出版し、1789年にウエスト・エンドで書店を開業したが、いずれも大した利益を上げられず、1792年には書籍出版から撤退した。書籍出版が失敗した理由として、ウォルター自身は1799年に初代ケンヨン男爵ロイド・ケンヨン宛てに書いた手紙でパトロンの欠如とジャーニーマンからの反発を挙げ、オックスフォード英国人名事典はウォルターの出版物での誤植が多いとの批判を挙げている。

### タイムズ紙
書籍出版の傍ら、1785年1月1日より『ザ・デイリー・ユニバーサル・レジスター』（The Daily Universal Register）という題名で新聞を発行し、1788年1月1日の第940号より『ザ・タイムズ、またはデイリー・ユニバーサル・レジスター』（The Times, or Daily Universal Register）に改名、同年3月18日にサブタイトルも削って『ザ・タイムズ』（The Times、以降現『タイムズ』紙に至る）とした。また、1790年に夕刊新聞である『イブニング・メール』（Evening Mail）を創設した。ウォルターにとっての本業はあくまでも書籍出版であり、新聞発行はその片手間に関わるようになった仕事にすぎず、新聞の内容は編集者に任せ、自身はさほど力を入れなかった。『タイムズ』紙の発行部数は1792年には3,000部近く、1793年には4,000部とされたが、同紙がイギリスで大きな影響力を持つのは息子ジョンの代になってのこととなる。
ウォルターは新聞発行のせいで度々裁判に巻き込まれることになり、1786年に初代ラフバラ男爵アレクサンダー・ウェッダーバーンにより誹謗で訴えられ、150ポンドの損害賠償を命じられたほか、1789年にヨーク＝オールバニ公爵フレデリックへの誹謗罪の廉で王座裁判所にて起訴された。このときも有罪になり、50ポンドの罰金刑と1年間の（ニューゲート監獄での）禁固刑を言い渡された上、ニューゲート監獄に投獄されたときにさらに誹謗罪2件（クラレンス公ウィリアムとウェールズ公ジョージへの誹謗）で起訴された。この2件の起訴でも有罪判決を受けて、合計で200ポンドの罰金刑と1年間の禁固刑を言い渡された。ウォルターが後年に回想したところによると、ウェールズ公を誹謗したとされた記事は政府（大蔵省政務次官）の意を受けた記事であり、その著者を供述すれば自身の潔白は証明できたが、政府による罰金支払いを期待して供述しなかったという。ただし、獄中で書いた手紙などでは刑罰を受けることに対する不満を漏らしていた。最終的にはウォルターの娘メアリーがウェールズ公に嘆願し、ウォルターが多くの政治家に抗議の手紙を送ったことで1791年3月9日に釈放され、政府からウォルターに250ポンドが支払われた。

### 晩年と死
1795年に引退してテディントンの邸宅に住み、長男ウィリアムが業務を引き継いだ。しかし、ウィリアムによる管理は上手くいかず、次男ジョンが1798年ごろより『タイムズ』紙に関わるようになり、1803年には完全に引き継いだ。また、1799年7月に第1次小ピット内閣を批判する記事を出版したことで、政府からの補助金が打ち切られ、関税局指定出版社の地位も失った。
1812年11月16日、テディントンで死去した。遺言状で4人の娘、庶子ウォルター・ウィルソン、甥ジョンにタイムズ紙の株式を譲ったが、タイムズ紙の運営に大きく関わった次男ジョンは株式を得られず、遺言状をめぐって長年の訴訟が続くこととなる。

## 家族
1759年5月31日にフランシス・ランデン（Frances Landen、1798年1月30日没）と結婚、2男4女をもうけた。
- ウィリアム（1763年 – 1803年以降） - 『タイムズ』紙の業務に関わったが、1800年までにやめた
- ジョン（英語版）（1776年 – 1847年） - 1802年に『タイムズ』紙の業務を引き継いだ
- アン（1812年以降没）
- キャサリン（1812年以降没）
- ファニー（1812年以降没）
- メアリー（1812年以降没）

キャサリン・ウィルソン（Walter Wilson）との間で庶子を1人もうけた。
- ウォルター・ウィルソン（英語版）（1781年 – 1847年） - 伝記作家